# Eastern Europe Cup w biegach narciarskich 2014/2015
Eastern Europe Cup w biegach narciarskich 2014/2015 to kolejna edycja tego cyklu zawodów. Rywalizacja rozpoczęła się 15 listopada 2014 w rosyjskim kurorcie narciarskim Vershina Tea, a zakończyła się 1 marca 2015 w rosyjskim Rybińsku.
W poprzednim sezonie tego cyklu najlepszą wśród kobiet była Rosjanka Jelena Sobolewa, a wśród mężczyzn Rosjanin Siergiej Nowikow. Tym razem najlepszą z kobiet okazała się ponownie Rosjanka Natalja Matwiejewa, a wśród mężczyzn pierwszy jej rodak Andriej Parfionow.

## Kalendarz i wyniki

### Kobiety
| Lp  | Data              | Miejscowość    | Dystans               | 1. miejsce         | 2. miejsce             | 3. miejsce             |
| --- | ----------------- | -------------- | --------------------- | ------------------ | ---------------------- | ---------------------- |
| 1.  | 15 listopada 2014 | Wierszyna Tioi | 5 km s. dowolnym      | Julija Czekalowa   | Olga Kuziukowa         | Anna Nieczajewska      |
| 2.  | 16 listopada 2014 | Wierszyna Tioi | Sprint s. dowolnym    | Natalja Matwiejewa | Julija Romanowa        | Olga Repnicyna         |
| 3.  | 18 listopada 2014 | Wierszyna Tioi | Sprint s. klasycznym  | Natalja Matwiejewa | Jewgienija Szapowałowa | Jelena Sobolewa        |
| 4.  | 19 listopada 2014 | Wierszyna Tioi | 10 km s. klasycznym   | Julija Czekalowa   | Olga Kuziukowa         | Alisa Żambałowa        |
| 5.  | 24 grudnia 2014   | Krasnogorsk    | Sprint s. dowolnym    | Natalja Matwiejewa | Anastasija Docenko     | Jewgienija Szapowałowa |
| 6.  | 25 grudnia 2014   | Krasnogorsk    | 10 km s. dowolnym     | Julija Czekalowa   | Natalja Żukowa         | Anastasija Docenko     |
| 7.  | 27 grudnia 2014   | Krasnogorsk    | Sprint s. klasycznym  | Anastasija Docenko | Natalja Matwiejewa     | Jelena Sobolewa        |
| 8.  | 28 grudnia 2014   | Krasnogorsk    | 15 km s. klasycznym   | Julija Czekalowa   | Olga Kuziukowa         | Jelena Sobolewa        |
| 9.  | 25 lutego 2015    | Rybińsk        | 10 km s. dowolnym     | Anna Nieczajewska  | Jelena Sobolewa        | Wiktorija Karkina      |
| 10. | 28 lutego 2015    | Rybińsk        | Sprint s. klasycznym  | Natalja Matwiejewa | Julija Iwanowa         | Oksana Usatowa         |
| 11. | 1 marca 2015      | Rybińsk        | Bieg łączony 2x7,5 km | Julija Iwanowa     | Alisa Żambałowa        | Anna Nieczajewska      |

### Mężczyźni
| Lp  | Data              | Miejscowość    | Dystans              | 1. miejsce               | 2. miejsce             | 3. miejsce             |
| --- | ----------------- | -------------- | -------------------- | ------------------------ | ---------------------- | ---------------------- |
| 1.  | 15 listopada 2014 | Wierszyna Tioi | 10 km s. dowolnym    | Aleksandr Utkin          | Konstantin Gławatskich | Artiom Małcew          |
| 2.  | 16 listopada 2014 | Wierszyna Tioi | Sprint s. dowolnym   | Artiom Małcew            | Andriej Parfionow      | Michaił Kuklin         |
| 3.  | 18 listopada 2014 | Wierszyna Tioi | Sprint s. klasycznym | Andriej Parfionow        | Iwan Guliajew          | Iwan Anisimow          |
| 4.  | 19 listopada 2014 | Wierszyna Tioi | 15 km s. klasycznym  | Aleksiej Wicenko         | Ilja Siemikow          | Jakow Sezemow          |
| 5.  | 24 grudnia 2014   | Krasnogorsk    | Sprint s. dowolnym   | Andriej Parfionow        | Anton Gafarow          | Michaił Kuklin         |
| 6.  | 25 grudnia 2014   | Krasnogorsk    | 15 km s. dowolnym    | Konstantin Gławatskich   | Raul Szakirzianow      | Piotr Siedow           |
| 7.  | 27 grudnia 2014   | Krasnogorsk    | Sprint s. klasycznym | Andriej Parfionow        | Jermił Wokujew         | Aleksandr Panżynski    |
| 8.  | 28 grudnia 2014   | Krasnogorsk    | 30 km s. klasycznym  | Aleksandr Biessmiertnych | Siergiej Turyszew      | Ilja Siemikow          |
| 9.  | 25 lutego 2015    | Rybińsk        | 15 km s. dowolnym    | Piotr Siedow             | Jewgienij Diemientjew  | Aleksiej Czerwotkin    |
| 10. | 28 lutego 2015    | Rybińsk        | Sprint s. klasycznym | Gleb Rietiwych           | Nikita Stupak          | Iwan Anisimow          |
| 11. | 1 marca 2015      | Rybińsk        | Bieg łączony 2x15 km | Piotr Siedow             | Władisław Skobielew    | Konstantin Gławatskich |

## Klasyfikacje
| Lp. | Zawodnik             | Punkty |
| --- | -------------------- | ------ |
| 1.  | Natalja Matwiejewa   | 524    |
| 2.  | Jelena Sobolewa      | 502    |
| 3.  | Julija Czekalowa     | 484    |
| 4.  | Julija Iwanowa       | 456    |
| 5.  | Alisa Żambałowa      | 369    |
| 6.  | Anastasija Docenko   | 358    |
| 7.  | Olga Kuziukowa       | 321    |
| 8.  | Julija Romanowa      | 318    |
| 9.  | Anna Nieczajewska    | 293    |
| 10. | Swietłana Nikołajewa | 258    |

| Lp. | Zawodnik               | Punkty |
| --- | ---------------------- | ------ |
| 1.  | Andriej Parfionow      | 431    |
| 2.  | Konstantin Gławatskich | 387    |
| 3.  | Aleksandr Utkin        | 354    |
| 4.  | Raul Szakirzianow      | 328    |
| 5.  | Piotr Siedow           | 289    |
| 6.  | Jewgienij Diemientjew  | 286    |
| 7.  | Nikita Stupak          | 282    |
| 8.  | Michaił Kuklin         | 259    |
| 9.  | Siergiej Turyszew      | 257    |
| 10. | Andriej Feller         | 250    |
| 10. | Artiom Małcew          | 250    |